# Euridice (ninfa)

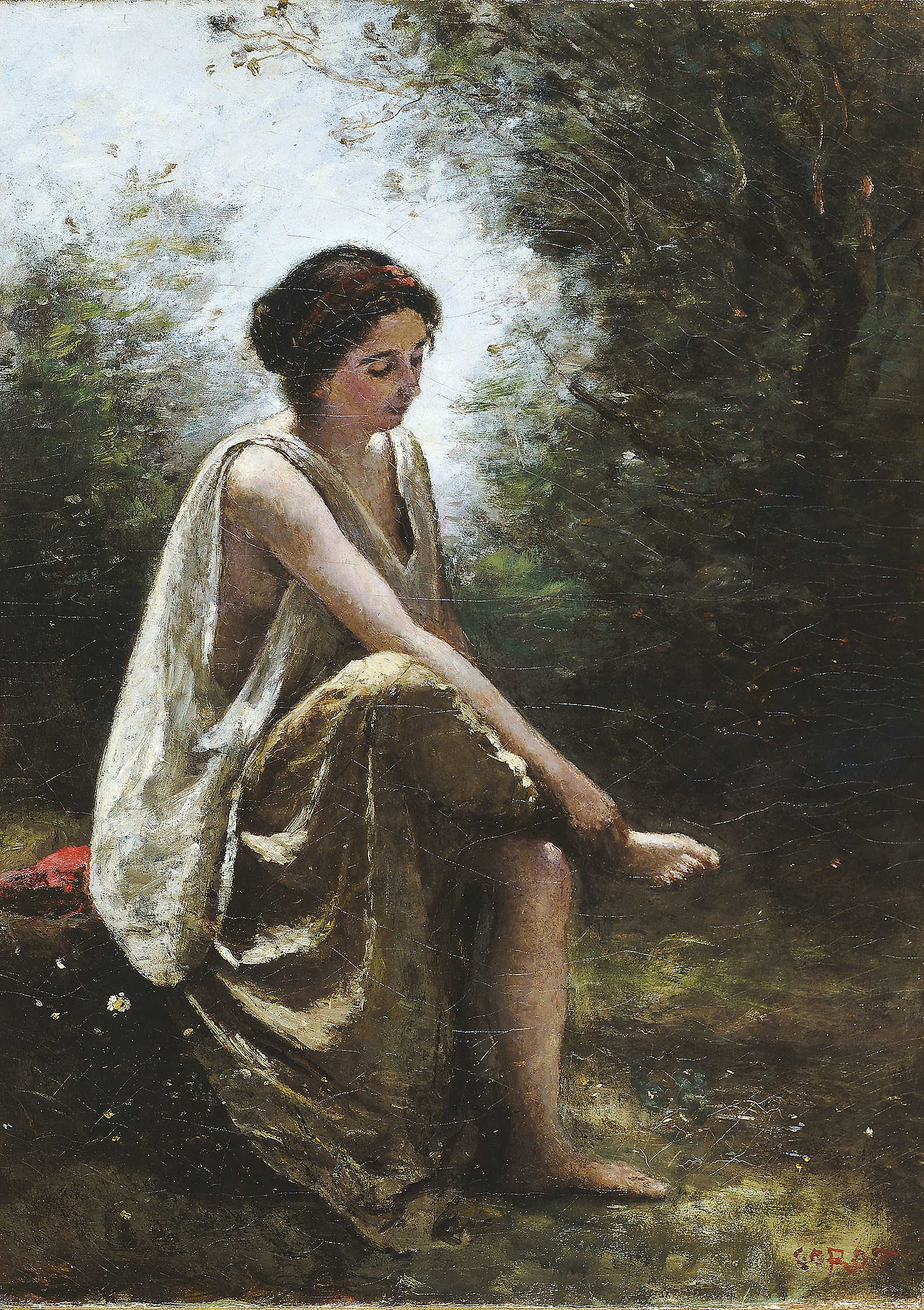
Euridice ferita, olio su tela di Jean-Baptiste Camille Corot (1894)

Nella mitologia greca, Euridice (pronuncia: /euriˈditʃe/; oppure, alla latina, /euˈriditʃe/; in greco antico: Εὐρυδίκη?, Eurydíkē) è una ninfa Driade.

## Mito

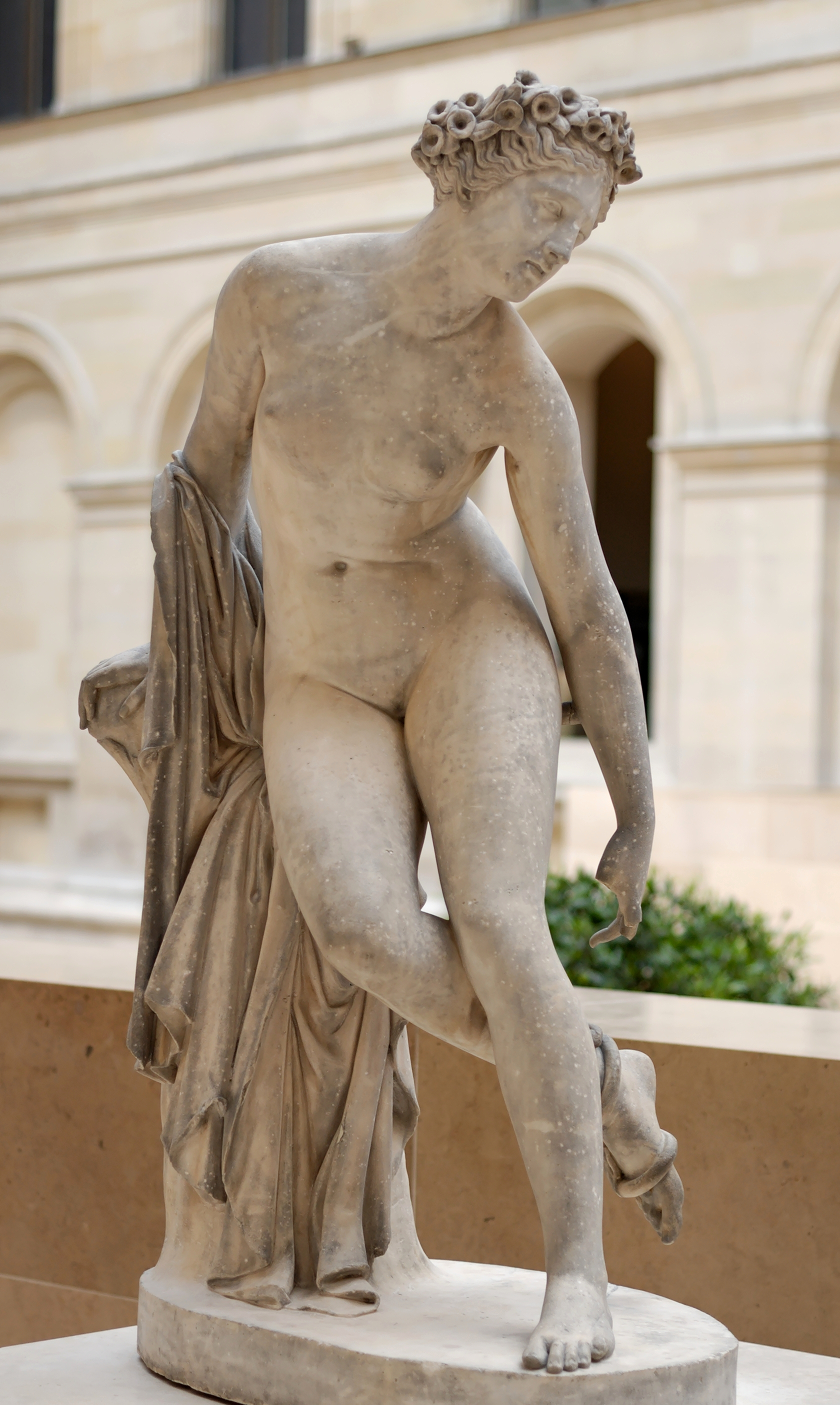
Euridice morsa dal serpente, marmo bianco, opera di Charles-François Lebœuf, 1822, Parigi, Musée du Louvre.

Sposò Orfeo e morì per il morso di un serpente in un prato mentre correva tentando di sottrarsi alle attenzioni del pastore Aristeo.
Orfeo intonò canzoni così cariche di disperazione che tutte le ninfe e gli dei ne furono commossi. Gli fu consigliato di scendere negli inferi per tentare di convincere Ade e Persefone a far tornare in vita la sua amata, e cosi fece: suonò la sua lira e le sue canzoni fecero persino piangere le Erinni.
Ade e Persefone si convinsero quindi a lasciare andare Euridice, a condizione che Orfeo camminasse davanti a lei e non si voltasse a guardarla finché non fossero usciti alla luce del sole. Durante il viaggio Orfeo non si voltò poiché sapeva che, se lo avesse fatto, non avrebbe più rivisto la sua amata. Quando i due arrivarono quasi alla fine del tunnel, e la luce del sole colpì gli occhi di Orfeo, Orfeo non riuscì a trattenersi e si voltò indietro per assicurarsi che la sua amata fosse li, e proprio in quel momento Euridice fu trascinata di nuovo nel regno dei morti. Disperato, Orfeo voleva tornare negli inferi, ma Ermes lo fermò spiegandogli che si era voltato troppo presto e che perciò aveva perso Euridice per sempre. Così Orfeo, desolandosi e piangendo, rimase muto e solo, senza mangiare né bere, finché non giunse alla fine dei suoi giorni.

## Euridice nell'arte

### Letteratura

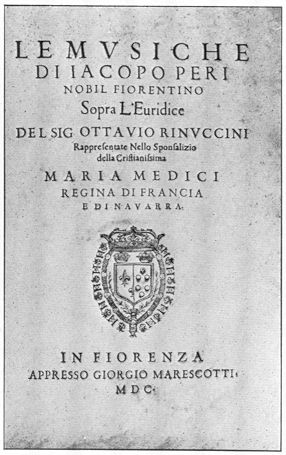
Frontespizio dell'opera Euridice di Jacopo Peri

- Euridice, egloga di Ottavio Rinuccini musicata da Jacopo Peri e Giulio Caccini (1600).
- Euridice, poesia di Curzio Malaparte (1932).
- Eurydice, dramma teatrale di Jean Anouilh (1941).
- Orpheus descending, dramma teatrale di Tennessee Williams (1958), versione moderna del mito ambientata nel profondo sud degli Stati Uniti.
- Il ritorno di Euridice, racconto di Gesualdo Bufalino incluso nella raccolta L'uomo invaso (1986).
- Lei dunque capirà, racconto dello scrittore triestino Claudio Magris (2006).

### Danza
- Orfeo ed Euridice, ballo di Florian Johann Deller.

#### Opera
- Euridice, melodramma di Jacopo Peri (1600).
- Euridice, melodramma di Giulio Caccini (1600).
- L'Orfeo, opera lirica di Claudio Monteverdi (1607).
- Orfeo ed Euridice, opera-ballo di Heinrich Schütz (1638).
- Orfeo ed Euridice, opera lirica di Christoph Willibald Gluck.
- Orfeo ed Euridice, opera lirica di Johann Gottlieb Naumann.
- Orpheus und Eurydike - Opera lirica di Ernst Křenek.
- L'anima del filosofo ossia Orfeo ed Euridice, opera lirica di Franz Joseph Haydn.
- Orfeo all'inferno - Opera (o Operetta) di Jacques Offenbach

### Cinema
- La trilogia che il poeta, scrittore e regista francese Jean Cocteau dedica al mito greco: Il sangue di un poeta (Le sang d'un poète, 1930), Orfeo (Orphée, 1949) e Il testamento di Orfeo (Le Testament d'Orphée, 1960).
- Orfeo negro (1959), rivisitazione del mito di Orfeo ed Euridice ambientata nel Brasile degli anni 1950.
- Pelle di serpente (1960), di Sidney Lumet, con Marlon Brando e Anna Magnani, basato sul dramma teatrale Orpheus Descending di Tennessee Williams.

#### Musical
- Orfeo ed Euridice, opera teatrale in musica rock di Nicola e Gianfranco Salvio 2007.
- Hadestown, opera teatrale in musica folk di Anaïs Mitchell, 2010-2020.

#### Canzone
- Euridice, canzone dell'album Blumùn di Roberto Vecchioni, 1993
- Orfeo, canzone dell'album Stato di necessità di Carmen Consoli, 2000
- Euridice, canzone dell'album Profumo di Violetta di Gianluigi Trovesi, 2002
- Euridice, canzone dell'album Cronache occidentali di Midrash
- Caliti junku, canzone dell'album Apriti sesamo di Franco Battiato, 2012
- Awful Sound (Oh Eurydice) e It's Never Over (Hey Orpheus), canzoni dell'album Reflektor degli Arcade Fire, 2013
- Eurydice (From the Netflix Series 'KAOS' Dan Smith from Bastille 2024